# 接合性

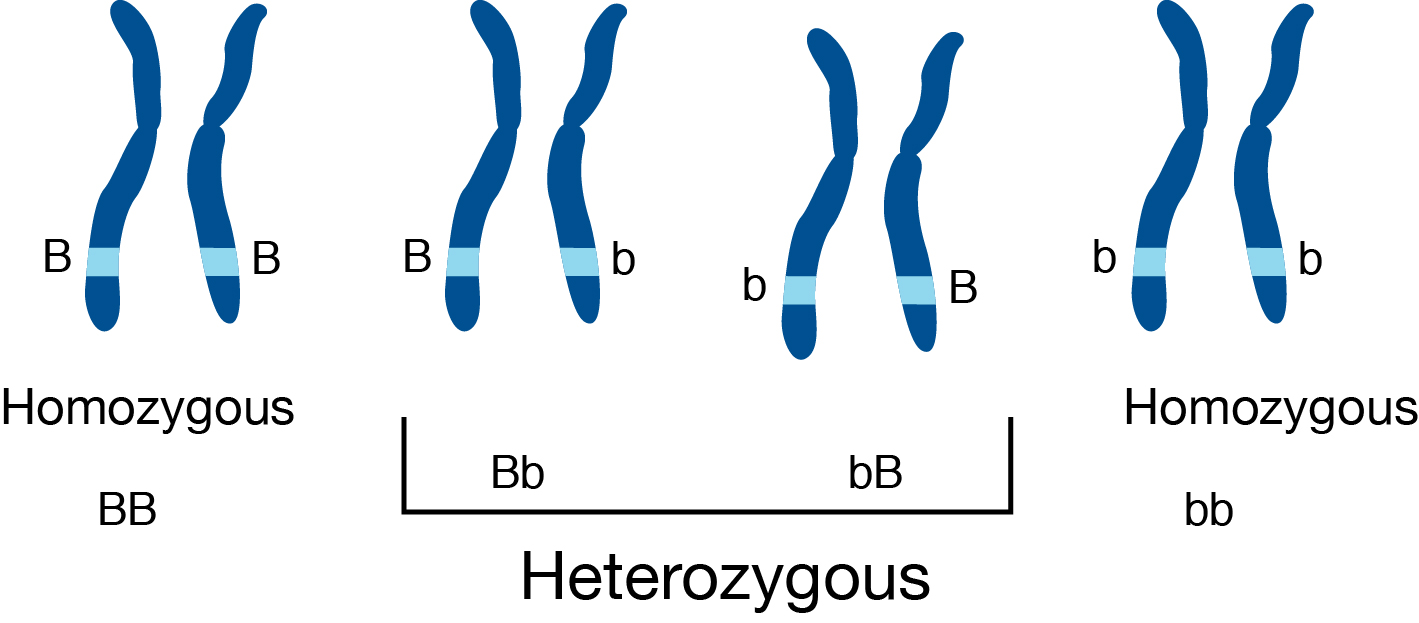
ホモ接合型 (homozygous) とヘテロ接合型 (heterozygous)

接合性 (Zygosity) とは、生物の形質に関するアレルの類似性である。
ヒトを含む、有性生殖をする動物のほとんどは染色体を2組持った生物であり、このような生物は二倍体と呼ばれる。二倍体生物がもつ相同な染色体のペアは、性決定システムに関与する染色体のような例外を除き、基本的に同一の遺伝子座（座位）を持つ。しかしながら、同じ座位であってもそのDNAの配列までは必ずしも一致していない。この多様性がアレル（対立遺伝子）と呼ばれる。二倍体個体において、相同な染色体ペアの双方のアレルが同一であるとき、その座位に関してホモ接合型 (homozygous) であるとされる。アレルが異なるときは、ヘテロ接合型 (heterozygous) である。一方のアレルが欠けている場合は hemizygous (ヘミ接合型、半接合型)、双方ともに欠けている場合は nullizygous である。
いくつかの遺伝子は、多様性が乏しい、もしくは変異が有害または致死となる、などの理由により1種類のアレルしか存在しない。しかし、ほとんどの遺伝子には2つかそれ以上のアレルが存在する。各アレルの頻度は集団内で変化し、ある遺伝子については2種類のアレルが同頻度で存在し、他の遺伝子については、あるアレルが一般的で他のアレルは稀である。時に、あるアレルは疾患の原因となり、他のアレルでは健康である。そして時に、アレル間の差異は個体の機能に全く影響を与えない。
二倍体生物では、一方のアレルは父親から、そしてもう一方は母親から遺伝する。接合性は、これらの2つのアレルのDNA配列が同一であるか異なるかを記述するものである。いくつかのケースでは、「接合性」という語は1つの染色体に対しても用いられる。

## 接合性の種類
ホモ接合、ヘテロ接合、といった語は、二倍体生物の特定の座位における遺伝型を記述するために用いられる。ホモ接合型 (homozygous) は、ある座位について2つのアレルが同一である遺伝型であり、ヘテロ接合型 (heterozygous) は、2つのアレルが異なる遺伝型である。ヘミ接合型 (hemizygous) は、二倍体生物であるにもかかわらず、ある遺伝子が1コピーしか存在しない遺伝型であり、nullizygous は、両方の染色体で遺伝子コピーが欠けていることを意味する。

### ホモ接合
ある細胞において、ある特定の遺伝子に関し、同一なアレルが相同染色体の双方に存在するとき、その細胞はその遺伝子座についてホモ接合型であると言われ、その細胞や個体は ホモ接合体 (homozygote) と呼ばれる。純系種は常にホモ接合型であり、その形質は一定に保たれる。
ある形質に関し ホモ優性 (顕性) (homozygous-dominant) とは、優性（顕性）形質をコードするアレルを2コピー保有していることである。このアレルはしばしば優性（顕性）遺伝子と呼ばれ、通常アルファベットの大文字で表される。例として、エンドウで紫色の花を咲かせる優性遺伝子は"P"で表される。ある個体がある形質に関しホモ優性であるとき、その遺伝型は、"PP"のようにそのシンボルを2つ並べることで表される。
ある形質に関し ホモ劣性 (潜性) (homozygous-recessive) とは、劣性（潜性）形質をコードするアレルを2コピー保有していることである。このアレルはしばしば劣性（潜性）遺伝子と呼ばれ、多くの場合、優性形質に用いられた文字を小文字にすることで表される。例として、エンドウで白い花を咲かせる劣性遺伝子は"p"で表される。ある個体がある形質に関しホモ劣性であるとき、その遺伝型は、"pp"のようにそのシンボルを2つ並べることで表される。

### ヘテロ接合
二倍体生物において、細胞がある遺伝子に関して2つの異なるアレルを含むとき、その遺伝子座についてヘテロ接合型であり、その細胞や個体は ヘテロ接合体 (heterozygote) と呼ばれる。ヘテロ接合型の遺伝型は、"Rr"や"Ss"のように、優性/野生型アレルを大文字で、劣性/変異型アレルを小文字で表す。遺伝子"R"に関するヘテロ接合体、と表現されるとき、その遺伝型は"Rr"であると推定される。遺伝型は通常、大文字を先に書かれる。
ある形質が完全優性によって決定されると仮定すると、ヘテロ接合体は優性アレルによってコードされる形質だけを発現し、劣性アレルによってコードされる形質は現れない。不完全優性など、より複雑なスキームでは、ヘテロ接合体での形質の現れ方も複雑なものとなる。
ヘテロ接合型の遺伝型は、ホモ優性やホモ劣性の遺伝型よりも高い適応度を持つ場合があり、これをヘテロ接合体優位 (heterozygote advantage) と呼ぶ。

### ヘミ接合
二倍体生物において、片方のアレル1コピーしか存在しないとき、ヘミ接合型であり、その細胞や個体はヘミ接合体 (hemizygote) と呼ばれる。ヘミ接合は、遺伝子の1コピーが欠失しているとき、また異形配偶子を持つ性において、遺伝子が性染色体に存在するときなどに観察される。ヘミ接合性は、表現型についての記述である、ハプロ不全 (haploinsufficiency) と混同してはならない。ヒトのような、オスが異形配偶子を持つ性である生物では、ほとんどすべてのX染色体に関連した遺伝子について、正常な染色体を持つオスはヘミ接合型となる。オスはX染色体を1本しか持っておらず、相同な遺伝子はY染色体にはほとんど存在しないからである。胚の前核への外来DNAのマイクロインジェクションによって作られたトランスジェニックマウスも、導入されたアレルはどこかの座位に1コピーだけ組み込まれると予想されるため、ヘミ接合型であると見なすことができる。このようなマウスは、遺伝型を確認する必要性を減らすため、後にホモ接合体となるように交配され、近交系によって維持される。
チャイニーズハムスター卵巣細胞（CHO細胞）のような哺乳類の培養細胞では、多数の遺伝子座において、一方のアレルの変異や欠失のためにヘミ接合型で機能する状態になっている。

### Nullizygous
Nullizygous の個体は、同じ遺伝子の2つの変異型のアレルを保有している。変異型アレルは両方とも完全な機能喪失型または「ヌル」型のアレルであり、そのため、ホモ接合型ヌルと nullizygous は同義である。この変異型の細胞や個体は nullizygote と呼ばれる。

## オート接合とアロ接合
接合性という語は、遺伝型のアレルの起源について言及するために用いられる場合もある。非ランダム交配（近親交配）のために、ある座位における2つのアレルが共通の祖先に由来するとき、その遺伝型はオート接合 (autozygous) であると言われる。このとき2つのアレルは "identical by descent" (IBD) とも言われる。2つのアレルが（少なくとも遡ることができる限り）異なる起源に由来する場合、遺伝型はアロ接合 (allozygous) であると言われる。2つのアレルが同一の場合 "identical by state" (IBS) とも言われる。
オート接合のアレルは同一の起源に由来するため必ずホモ接合であり、アロ接合のアレルもホモ接合である場合がある。ヘテロ接合の遺伝子型は、たいていの場合アロ接合であるが、必ずそうなるとは限らない。なぜなら、共通祖先から幾世代か後の変異によって異なるアレルが生じている可能性があるからである。ヘミ接合型や nullizygous の遺伝型は起源を比較するアレルを持っていないので、この分類はそれらには関係ない。

## 一卵性双生児と二卵性双生児
上述の通り、「接合性」は特定の遺伝子座について用いられる（例）。それに加え、「接合性」("zygosity") という語は、双生児の遺伝的類似性の記述のために用いられることもある。一卵性双生児 (identical twins, monozygotic twins) は、1つの接合子が分裂し、2つの胚が形成されて成長したものである。二卵性双生児 (fraternal twins, dizygotic twins) は、2つの異なる卵がそれぞれ異なる精子を受精し成長したものである。

## 集団遺伝学におけるヘテロ接合性

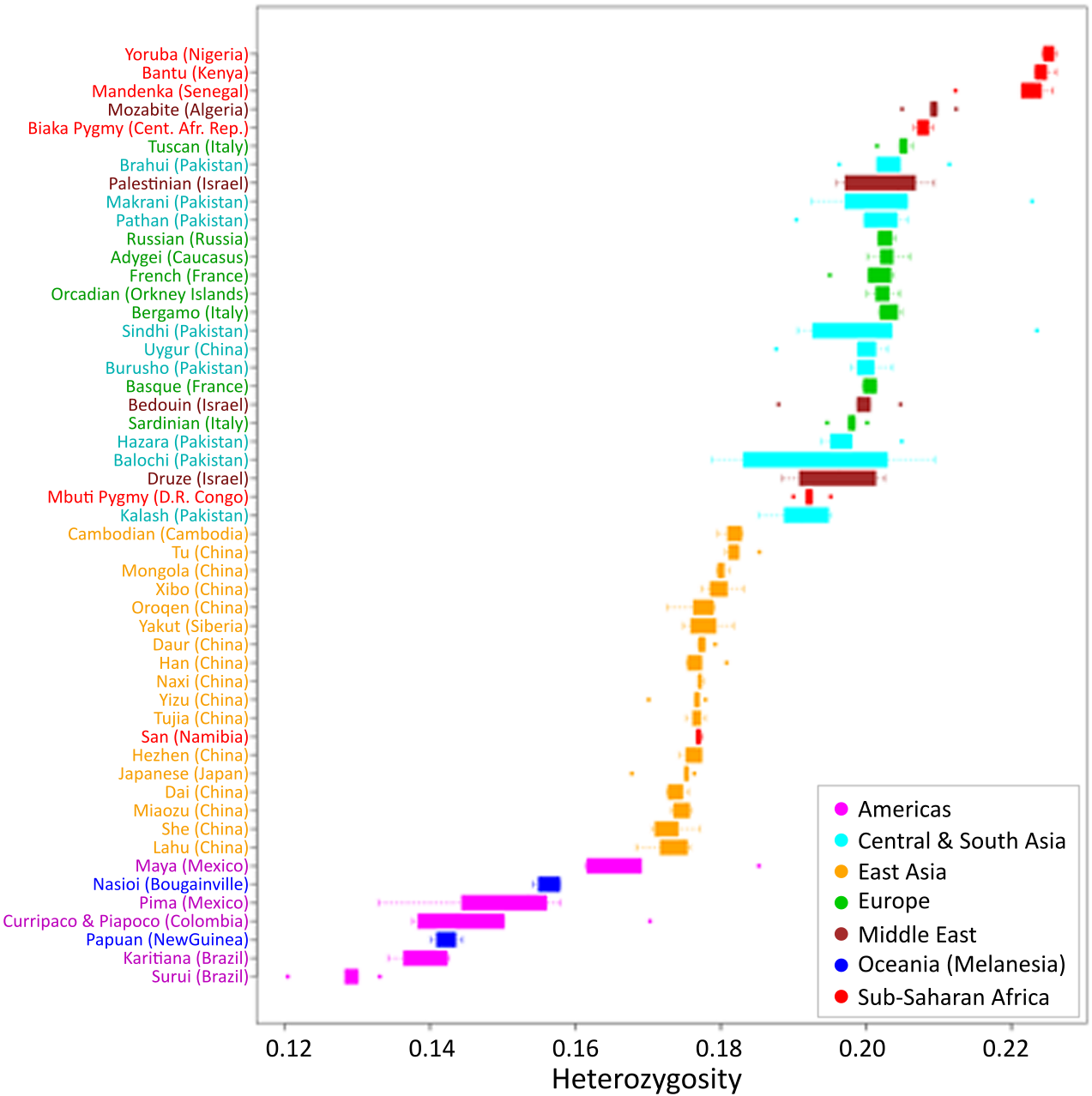
世界中の51集団におけるヘテロ接合性の値。サブサハラアフリカの集団が世界で最も高い値を示す。

集団遺伝学において、ヘテロ接合性の概念は、ある集団において特定の座位がヘテロ接合である個体の割合へと拡張される。また、個体中のヘテロ接合の座位の割合を指すこともある。
一般的に、ある二倍体の集団のヘテロ接合性は次にように定義され、観測値 ({\displaystyle H_{o}}) と期待値({\displaystyle H_{e}}) とが比較される:
観測値
{\displaystyle H_{o}={\frac {\sum \limits _{i=1}^{n}{(1\ {\textrm {if}}\ a_{i1}\neq a_{i2})}}{n}}}
{\displaystyle n} は集団の個体数、{\displaystyle a_{i1},a_{i2}} は個体 {\displaystyle i} の標的座位のアレルを指す。
期待値
{\displaystyle H_{e}=1-\sum \limits _{i=1}^{m}{(f_{i})^{2}}}
{\displaystyle m} は標的座位のアレルの種類数、{\displaystyle f_{i}} は標的座位における {\displaystyle i} 番目のアレルの頻度を指す。